# Avant-lès-Marcilly
Avant-lès-Marcilly ist eine französische Gemeinde mit 513 Einwohnern (Stand: 1. Januar 2022) im Département Aube in der Region Grand Est. Der Ort gehört zum Arrondissement Nogent-sur-Seine und zum Kanton Saint-Lyé. Zudem ist die Gemeinde Teil des 2003 gegründeten Gemeindeverbands L’Orvin et de l’Ardusson. Die Einwohner werden Avants/Avantes genannt.

## Geografie
Avant-lès-Marcilly liegt rund 40 Kilometer westnordwestlich von Troyes im Nordwesten des Départements Aube. Die Gemeinde besteht aus den Siedlungen Avant-lès-Marcilly, Le Mesnil, Les Ormeaux und Tremblay und wenigen Einzelgehöften. 
Nachbargemeinden sind Fontaine-Mâcon im Nordwesten, Saint-Aubin im Norden, Ferreux-Quincey im Nordosten, Saint-Loup-de-Buffigny im Osten, Rigny-la-Nonneuse und Fay-lès-Marcilly im Südosten, Charmoy im Süden, Trancault im Südwesten sowie Soligny-les-Étangs und Bouy-sur-Orvin im Westen.

## Geschichte
Wie die Menhiren und Megalithen, beweisen ist die Gegend bereits seit langer Zeit besiedelt. Es kamen bei Ausgrabungen auch Funde aus gallo-römischer Zeit ans Tageslicht. Die Kirche der Gemeinde stammt teilweise aus dem 12./13. Jahrhundert. Um sie herum bildete sich ein Dorf. Bis zur Französischen Revolution lag Avant-lès-Marcilly innerhalb der Provinz Champagne. Die Gemeinde gehörte von 1793 bis 1801 zum Distrikt Nogent-sur-Seine. Seit 1801 ist sie dem Arrondissement Nogent-sur-Seine zugewiesen. Von 1793 bis 1801 war sie dem Kanton Fay zugeteilt. Und von 1801 bis 2015 lag die Gemeinde innerhalb des Kantons Marcilly-le-Hayer. Früher trug die Gemeinde den Namen Avant. 

## Bevölkerungsentwicklung
| Jahr                       | 1793 | 1800 | 1831 | 1866 | 1911 | 1921 | 1936 | 1962 | 1968 | 1975 | 1982 | 1990 | 1999 | 2006 | 2012 |
| Einwohner                  | 503  | 542  | 477  | 596  | 462  | 390  | 424  | 361  | 340  | 318  | 336  | 375  | 432  | 467  | 504  |
| Quellen: Cassini und INSEE |      |      |      |      |      |      |      |      |      |      |      |      |      |      |      |

## Sehenswürdigkeiten
- Menhir La Pierre-au-coq aus der Jungsteinzeit, seit 1889 ein Monument historique[1]
- Dorfkirche Assomption de la Vierge (Kirchturm und Portal aus dem 12. Jahrhundert)
- Wetzrille von La Côte des Ormeaux
- Kapelle Sainte-Anne in Tremblay
- Wegkreuz an der Hauptstraße nördlich des Dorfs
- Denkmal für die Gefallenen[2]

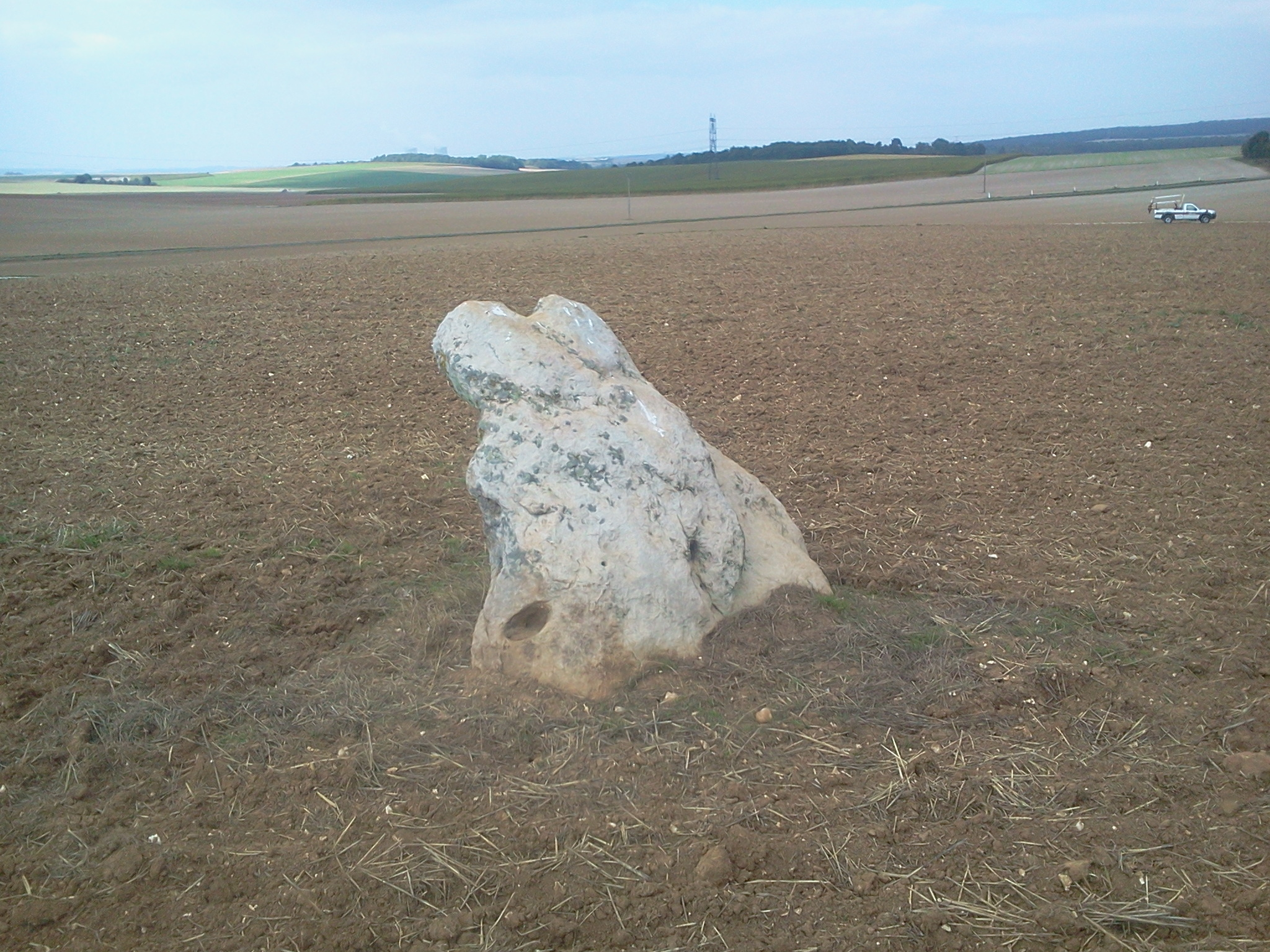
Menhir La Pierre-au-coq
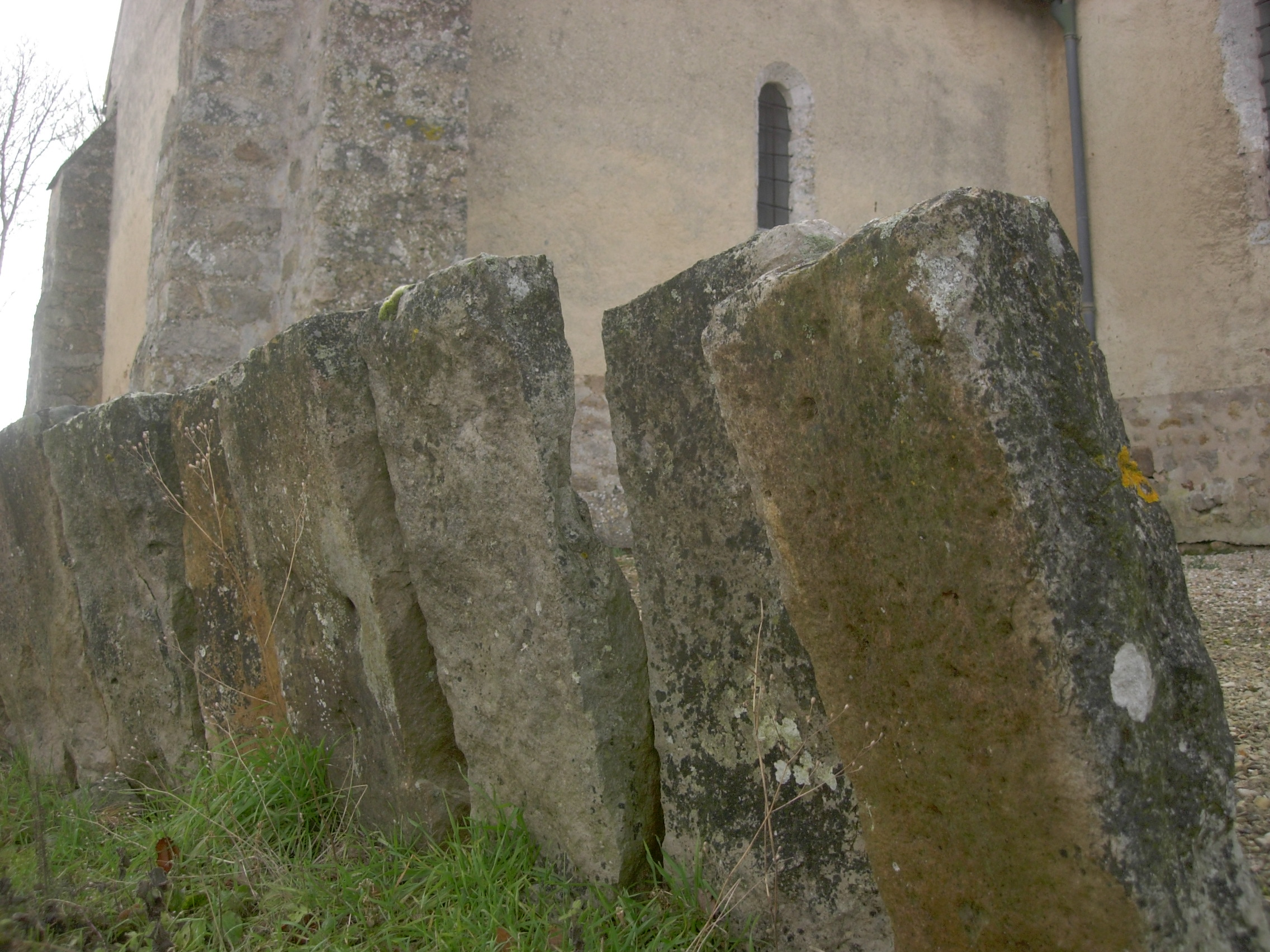
Friedhofsmauer
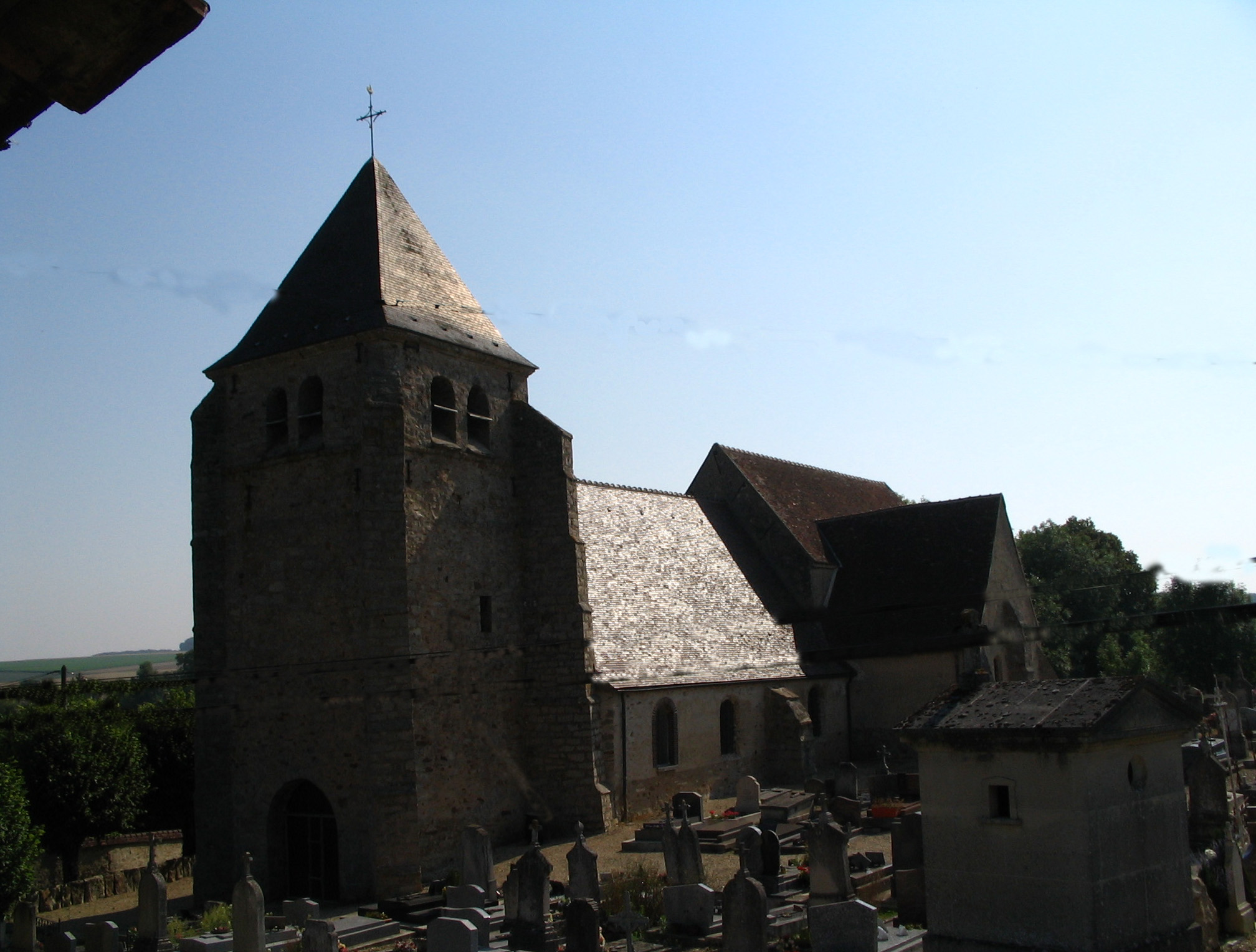
Dorfkirche
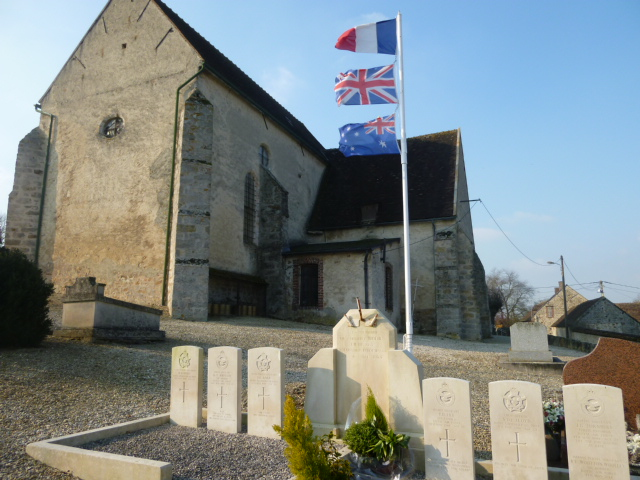
Friedhofsteil mit Gefallenen
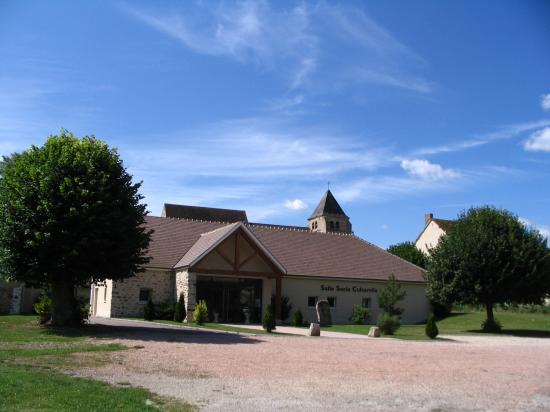
Gemeindesaal